# Never Ending Tour 2011
Never Ending Tour 2011 es el vigésimo cuarto año del Never Ending Tour, una gira musical del músico estadounidense Bob Dylan realizada de forma casi ininterrumpida desde el 7 de junio de 1988.

## Trasfondo
El vigésimo cuarto año del Never Ending Tour comenzó con el primer concierto de Dylan en Taiwán. A continuación, ofreció dos conciertos en China, uno en Pekín y otro en Shanghái. Aunque ambos conciertos generaron controversia en diferentes medios de comunicación, el propio Dylan emitió un comunicado a través de su página web en el que aclaró su interés por tocar para sus seguidores en dicho país.
Dylan however did not see it that way at all.
Después de completar su etapa por Asia y ofrecer varios conciertos en Australia y Nueva Zelanda, Dylan ofreció una etapa de once conciertos en Europa, tocando en festivales como el Live at the Marquee, el Summer Sound Festival, el Bergen Calling y el Peace & Love.
A continuación, Dylan regresó a los Estados Unidos entre julio y agosto para ofrecer un total de 28 conciertos en 22 Estados. Durante la etapa, Dylan tocó en el Orange County Fair en Costa Mesa (California) el 15 de julio y en el Meadow Brooks Music Festival en Rochester Hills (Míchigan) el 7 de agosto. Después, Dylan volvió a Europa para ofrecer varios conciertos compartiendo cartel con Mark Knopfler.

## Banda
- Bob Dylan: voz, guitarra, órgano y armónica
- Charlie Sexton: guitarra
- Stu Kimball: guitarra rítmica
- George Recelli: batería
- Tony Garnier: bajo
- Donnie Herron: violín, mandolina, pedal steel guitar

## Conciertos
| Fecha                   | Ciudad           | País           | Escenario                                   |
| ----------------------- | ---------------- | -------------- | ------------------------------------------- |
| Asia                    |                  |                |                                             |
| 3 de abril de 2011      | Taipéi           | Taiwán         | Taipei Arena                                |
| 6 de abril de 2011      | Pekín            | China          | Workers Indoor Arena                        |
| 8 de abril de 2011      | Shanghái         | China          | Grand Stage                                 |
| 10 de abril de 2011     | Ho Chi Minh City | Vietnam        | RMIT Sports Grounds                         |
| 12 de abril de 2011     | Kowloon          | Hong Kong      | Star Hall                                   |
| 13 de abril de 2011     | Kowloon          | Hong Kong      | Star Hall                                   |
| 15 de abril de 2011     | Marina Bay       | Singapur       | Marina Promenade                            |
| Oceanía                 |                  |                |                                             |
| 17 de abril de 2011     | Fremantle        | Australia      | Fremantle Park                              |
| 19 de abril de 2011     | Adelaide         | Australia      | Adelaide Entertainment Centre               |
| 20 de abril de 2011     | Melbourne        | Australia      | Rod Laver Arena                             |
| 21 de abril de 2011     | Melbourne        | Australia      | Rod Laver Arena                             |
| 23 de abril de 2011     | Wollongong       | Australia      | WIN Entertainment Centre                    |
| 25 de abril de 2011     | Byron Bay        | Australia      | Tyagarah Park                               |
| 26 de abril de 2011     | Byron Bay        | Australia      | Tyagarah Park                               |
| 27 de abril de 2011     | Sídney           | Australia      | Sídney Entertainment Centre                 |
| 28 de abril de 2011     | Sídney           | Australia      | Sídney Entertainment Centre                 |
| 30 de abril de 2011     | Auckland         | Nueva Zelanda  | Vector Arena                                |
| Europa                  |                  |                |                                             |
| 16 de junio de 2011     | Cork             | Irlanda        | The Docklands                               |
| 18 de junio de 2011     | Londres          | Inglaterra     | Finsbury Park                               |
| Oriente Próximo         |                  |                |                                             |
| 20 de junio de 2011     | Tel Aviv         | Israel         | Ramat Gan Stadium                           |
| Europa                  |                  |                |                                             |
| 22 de junio de 2011     | Milán            | Italia         | Discoteca Alcatraz Milano                   |
| 24 de junio de 2011     | Sursee           | Suiza          | Sursee Zirkusplatz                          |
| 25 de junio de 2011     | Mainz            | Alemania       | Mainz Volkspark                             |
| 26 de junio de 2011     | Hamburgo         | Alemania       | Stadtpark Freilichtbühne                    |
| 27 de junio de 2011     | Odense           | Dinamarca      | Funen Village                               |
| 29 de junio de 2011     | Bergen           | Noruega        | Koengen                                     |
| 30 de junio de 2011     | Oslo             | Noruega        | Oslo Spektrum                               |
| 2 de julio de 2011      | Borlänge         | Suecia         | Borganäsvägen                               |
| Norteamérica            |                  |                |                                             |
| 14 de julio de 2011     | Santa Bárbara    | Estados Unidos | Santa Barbara Bowl                          |
| 15 de julio de 2011     | Costa Mesa       | Estados Unidos | Pacific Amphitheatre                        |
| 16 de julio de 2011     | Paradise         | Estados Unidos | Pearl Concert Theater                       |
| 18 de julio de 2011     | Phoenix          | Estados Unidos | Comerica Theatre                            |
| 19 de julio de 2011     | Tucson           | Estados Unidos | Anselmo Valencia Tori Amphitheater          |
| 21 de julio de 2011     | Albuquerque      | Estados Unidos | Hard Rock Pavilion                          |
| 23 de julio de 2011     | Thackerville     | Estados Unidos | WinStar World Casino                        |
| 24 de julio de 2011     | New Braunfels    | Estados Unidos | Whitewater Amphitheater                     |
| 26 de julio de 2011     | New Orleans      | Estados Unidos | UNO Lakefront Arena                         |
| 27 de julio de 2011     | Pensacola        | Estados Unidos | Pensacola Civic Center                      |
| 28 de julio de 2011     | Atlanta          | Estados Unidos | Chastain Park Amphitheater                  |
| 30 de julio de 2011     | Memphis          | Estados Unidos | Mud Island Amphitheatre                     |
| 1 de agosto de 2011     | Nashville        | Estados Unidos | Ryman Auditorium                            |
| 2 de agosto de 2011     | Evansville       | Estados Unidos | Roberts Municipal Stadium                   |
| 3 de agosto de 2011     | Toledo           | Estados Unidos | Toledo Zoo Amphitheater                     |
| 5 de agosto de 2011     | Kettering        | Estados Unidos | Fraze Pavilion                              |
| 6 de agosto de 2011     | Cleveland        | Estados Unidos | Jacobs Pavilion at Nautica                  |
| 7 de agosto de 2011     | Rochester Hills  | Estados Unidos | Meadow Brook Hall                           |
| 9 de agosto de 2011     | Canandaigua      | Estados Unidos | Constellation Brands Performing Arts Center |
| 10 de agosto de 2011    | Scranton         | Estados Unidos | Toyota Pavilion at Montage Mountain         |
| 12 de agosto de 2011    | Bethel           | Estados Unidos | Bethel Woods Center for the Arts            |
| 13 de agosto de 2011    | Wantagh          | Estados Unidos | Nikon at Jones Beach Theater                |
| 14 de agosto de 2011    | Asbury Park      | Estados Unidos | Asbury Park Convention Hall                 |
| 16 de agosto de 2011    | Columbia         | Estados Unidos | Merriweather Post Pavilion                  |
| 17 de agosto de 2011    | Filadelfia       | Estados Unidos | Mann Center for the Performing Arts         |
| 19 de agosto de 2011    | Gilford          | Estados Unidos | Meadowbrook U.S. Cellular Pavilion          |
| 20 de agosto de 2011    | Bangor           | Estados Unidos | Waterfront Pavilion                         |
| 21 de agosto de 2011    | Boston           | Estados Unidos | House of Blues Boston                       |
| Europa                  |                  |                |                                             |
| 6 de octubre de 2011    | Dublín           | Irlanda        | The O2                                      |
| 8 de octubre de 2011    | Glasgow          | Reino Unido    | Braehead Arena                              |
| 9 de octubre de 2011    | Glasgow          | Reino Unido    | Braehead Arena                              |
| 10 de octubre de 2011   | Mánchester       | Reino Unido    | Manchester Evening News Arena               |
| 11 de octubre de 2011   | Nottingham       | Reino Unido    | Capital FM Arena                            |
| 13 de octubre de 2011   | Cardiff          | Reino Unido    | Motorpoint Arena Cardiff                    |
| 14 de octubre de 2011   | Bournemouth      | Reino Unido    | Bournemouth International Centre            |
| 16 de octubre de 2011   | Lille            | Francia        | Zénith de Lille Grand Palais                |
| 17 de octubre de 2011   | París            | Francia        | Palais Omnisports de Paris-Bercy            |
| 19 de octubre de 2011   | Amberes          | Bélgica        | Sportpaleis                                 |
| 20 de octubre de 2011   | Róterdam         | Países Bajos   | Ahoy Rotterdam                              |
| 21 de octubre de 2011   | Esch-sur-Alzette | Luxemburgo     | Rockhal                                     |
| 23 de octubre de 2011   | Oberhausen       | Alemania       | König Pilsener Arena                        |
| 25 de octubre de 2011   | Mannheim         | Alemania       | SAP Arena                                   |
| 26 de octubre de 2011   | Munich           | Alemania       | Olympiahalle                                |
| 27 de octubre de 2011   | Leipzig          | Alemania       | Arena Leipzig                               |
| 29 de octubre de 2011   | Berlín           | Alemania       | O2 World Berlin                             |
| 30 de octubre de 2011   | Hamburgo         | Alemania       | O2 World Hamburg                            |
| 2 de noviembre de 2011  | Herning          | Dinamarca      | Jyske Bank Boxen                            |
| 3 de noviembre de 2011  | Malmö            | Suecia         | Malmö Arena                                 |
| 4 de noviembre de 2011  | Estocolmo        | Suecia         | Ericsson Globe                              |
| 6 de noviembre de 2011  | Hannover         | Alemania       | TUI Arena                                   |
| 7 de noviembre de 2011  | Núremberg        | Alemania       | Nuremberg Arena                             |
| 8 de noviembre de 2011  | Innsbruck        | Austria        | Innsbruck Olympiahalle                      |
| 9 de noviembre de 2011  | Padova           | Italia         | Padova Palasport                            |
| 11 de noviembre de 2011 | Florencia        | Italia         | Nelson Mandela Forum                        |
| 12 de noviembre de 2011 | Roma             | Italia         | PalaLottomatica                             |
| 14 de noviembre de 2011 | Milán            | Italia         | Mediolanum Forum                            |
| 15 de noviembre de 2011 | Geneva           | Suiza          | SEG Geneva Arena                            |
| 16 de noviembre de 2011 | Zúrich           | Suiza          | Hallenstadion                               |
| 19 de noviembre de 2011 | Londres          | Inglaterra     | HMV Hammersmith Apollo                      |
| 20 de noviembre de 2011 | Londres          | Inglaterra     | HMV Hammersmith Apollo                      |
| 21 de noviembre de 2011 | Londres          | Inglaterra     | HMV Hammersmith Apollo                      |